# Svetlana Aleksandrovna Kuznetsova
Svetlana Aleksandrovna Kuznetsova (Tiếng Nga: Светлана Александровна Кузнецоваⓘ (sinh 27 tháng 6 năm 1985), là nữ vận động viên quần vợt người Nga, từng xếp thứ 2 thế giới trên bảng xếp hạng của WTA. Trong sự nghiệp thi đấu tại các giải Grand Slam của mình, cô đã giành được 2 Grand Slam đơn ở Mỹ mở rộng năm 2004 và Pháp mở rộng năm 2009, và 2 chức á quân ở giải Pháp mở rộng năm 2006 và Mỹ mở rộng năm 2007. Cả hai lần cô đều thua đều thua Justine Henin ở trận chung kết.

## Cuộc sống cá nhân
Kuznetsova được sinh ra tại Leningrad, Liên Bang Xô Viết. Cha cô, Aleksandr Kuznetsov, đã huấn luyện năm nhà vô địch đua xe đạp Olympic và thế giới. Mẹ của Kuznetsova, Galina Tsareva, đã vô địch thế giới 6 lần và giữ 20 kỷ lục thế giới môn đua xe đạp, và em trai cô, Nikolay Kuznetsov, đã có 1 huy chương bạc tại thế vận hội mùa hè năm 1996 tại Atlanta và là huấn luyện viên của đội đua xe đạp Lokomotiv. Tuy nhiên Kuznetsova không có cảm hứng đối với môn đua xe đạp. Kuznetsova bắt đầu chơi quần vợt lúc 7 tuổi và chuyển đến Tây Ban Nha để được đào tạo và huấn luyện tốt hơn. Trong thời gian đó, cô đã thành thạo tiếng Tây Ban Nha.

## Phong cách thi đấu

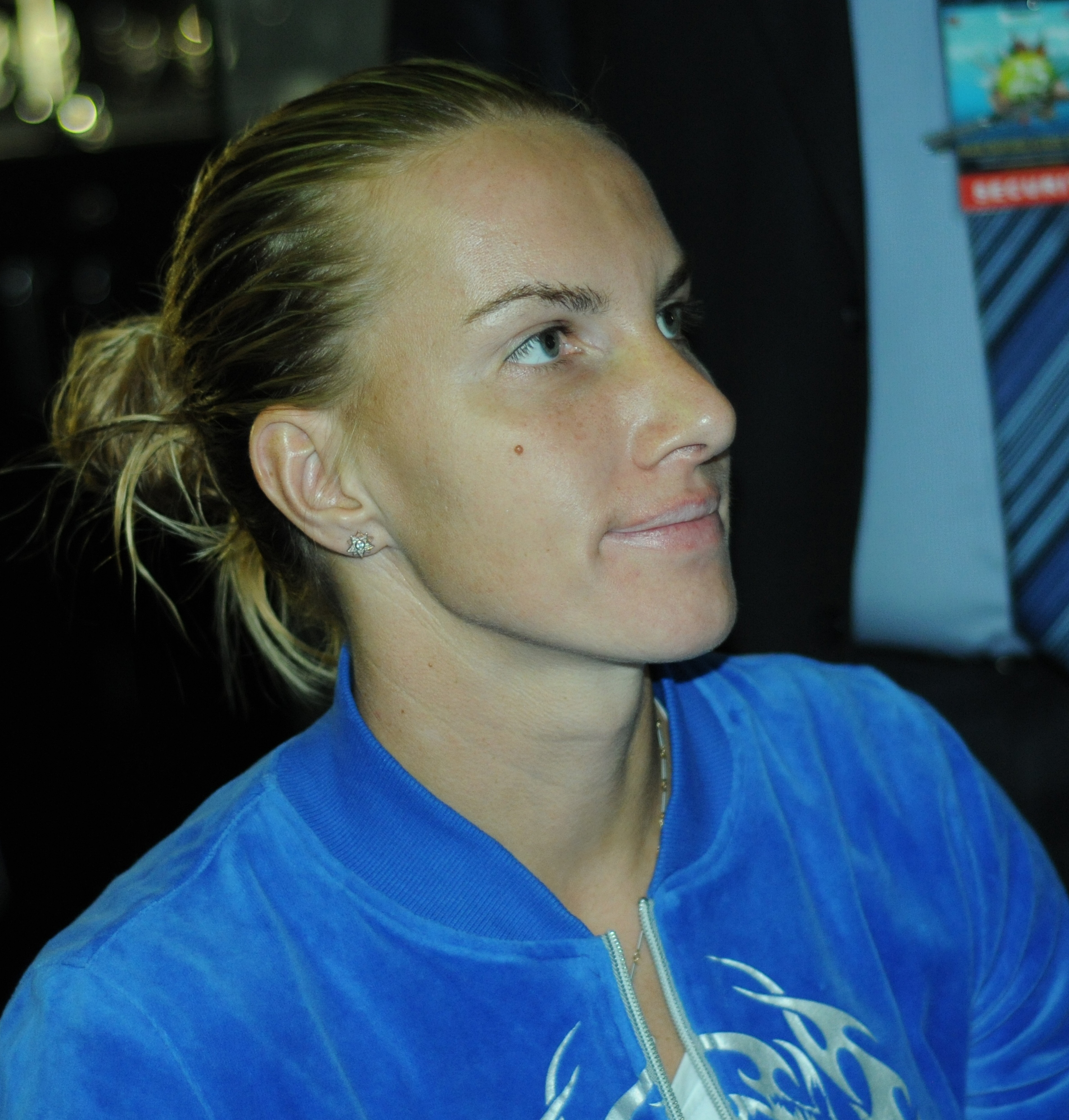
Svetlana Kuznetsova ở Giải Cúp Kremlin 2014.

Svetlana Kuznetsova chơi thuận tay phải và sử dụng cú trái hai tay. Cô là một tay vợt chơi trên toàn sân (all-court players). Kuznetsova có tốc độ di chuyển tốt cùng những thuận tay mạnh mẽ của với nhiều độ xoáy. Richard Pagliaro của ESPN nhận xét: "Kuznetsova có thể thay đổi độ xoáy, tốc độ và độ nẩy của trái bóng, chơi tốt trên sân đất nện và không có điểm yếu lớn nào

## Thành tích thi đấu tại các giải Grand Slam

### Các trận chung kết Grand Slam

#### Nội dung đánh đơn: 4 (2–2)
| Kết quả | Năm  | Giải đấu    | Mặt sân | Đối thủ tại chung kết | Tỉ số    |
| ------- | ---- | ----------- | ------- | --------------------- | -------- |
| Vô địch | 2004 | US Open     | Cứng    | Elena Dementieva      | 6–3, 7–5 |
| Á quân  | 2006 | French Open | Đất nện | Justine Henin         | 4–6, 4–6 |
| Á quân  | 2007 | US Open     | Cứng    | Justine Henin         | 1–6, 3–6 |
| Vô địch | 2009 | French Open | Đất nện | Dinara Safina         | 6–4, 6–2 |

| Giải đấu              | 2000 | 2001 | 2002  | 2003  | 2004  | 2005  | 2006  | 2007  | 2008  | 2009  | 2010  | 2011  | 2012  | 2013  | 2014  | 2015 | SR      | W–L     |
| --------------------- | ---- | ---- | ----- | ----- | ----- | ----- | ----- | ----- | ----- | ----- | ----- | ----- | ----- | ----- | ----- | ---- | ------- | ------- |
| Australian Open       | A    | A    | 2R    | 1R    | 3R    | QF    | 4R    | 4R    | 3R    | QF    | 4R    | 4R    | 3R    | QF    | 1R    | 1R   | 0 / 14  | 31–14   |
| French Open           | A    | A    | Q2    | 1R    | 4R    | 4R    | F     | QF    | SF    | W     | 3R    | QF    | 4R    | QF    | QF    | 2R   | 1 / 13  | 46–12   |
| Wimbledon             | A    | A    | LQ    | QF    | 1R    | QF    | 3R    | QF    | 4R    | 3R    | 2R    | 3R    | 1R    | A     | 1R    |      | 0 / 11  | 22–11   |
| US Open               | A    | A    | 3R    | 3R    | W     | 1R    | 4R    | F     | 3R    | 4R    | 4R    | 4R    | A     | 3R    | 1R    |      | 1 / 11  | 33–11   |
| Thắng - Thua          | 0–0  | 0–0  | 3–2   | 6–4   | 12–3  | 11–4  | 14–4  | 17–4  | 12–4  | 16–4  | 9–4   | 12–4  | 5–3   | 10–3  | 4–4   | 1–2  | 2 / 49  | 132–47  |
| Thắng - Thua tổng thể | 6–5  | 16–6 | 48–15 | 26–18 | 60–23 | 29–17 | 60–20 | 55–20 | 44–21 | 43–16 | 26–17 | 34–21 | 16–13 | 36–19 | 27–19 | 10–7 | 536–257 | 536–257 |
| Thứ hạng cuối năm     | 889  | 259  | 43    | 36    | 5     | 18    | 4     | 2     | 8     | 3     | 27    | 19    | 72    | 21    | 28    |      |         |         |

#### Nội dung đánh đôi: 7 (2–5)
| Kết quả | Năm  | Giải đấu        | Mặt sân | Đồng đội            | Đối thủ tại chung kết               | Tỉ số         |
| ------- | ---- | --------------- | ------- | ------------------- | ----------------------------------- | ------------- |
| Á quân  | 2003 | US Open         | Cứng    | Martina Navratilova | Virginia Ruano Pascual Paola Suárez | 6–2, 6–3      |
| Á quân  | 2004 | Australian Open | Cứng    | Elena Likhovtseva   | Virginia Ruano Pascual Paola Suárez | 6–4, 6–3      |
| Á quân  | 2004 | French Open     | Đất nện | Elena Likhovtseva   | Virginia Ruano Pascual Paola Suárez | 6–0, 6–3      |
| Á quân  | 2004 | US Open         | Cứng    | Elena Likhovtseva   | Virginia Ruano Pascual Paola Suárez | 6–4, 7–5      |
| Vô địch | 2005 | Australian Open | Cứng    | Alicia Molik        | Lindsay Davenport Corina Morariu    | 6–3, 6–4      |
| Á quân  | 2005 | Wimbledon       | Cỏ      | Amélie Mauresmo     | Cara Black Liezel Huber             | 6–2, 6–1      |
| Vô địch | 2012 | Australian Open | Cứng    | Vera Zvonareva      | Sara Errani Roberta Vinci           | 5–7, 6–4, 6–3 |